# Cosmotomidius setosus
Cosmotomidius setosus là một loài bọ cánh cứng trong họ Cerambycidae.